# Anfiteatro de El Jem

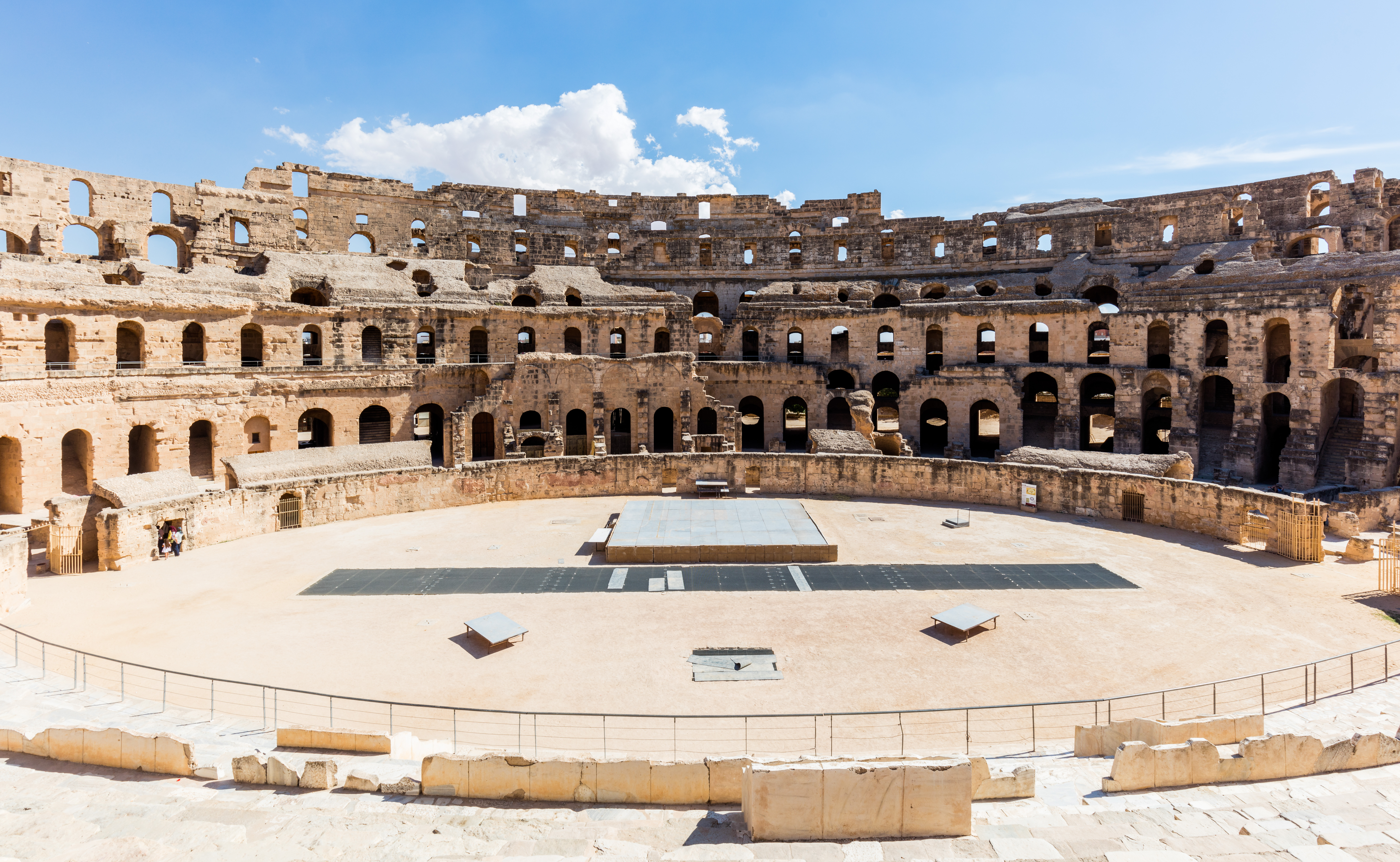
Interior do anfiteatro de El Djem

O Anfiteatro de El Jem (ou de Thysdrus) é o maior coliseu do norte de África, e o terceiro maior do mundo. Situa-se a cerca de 200 km a sudeste de Tunes, na Tunísia. O enorme anfiteatro construído no século III (mais concretamente entre 230 a 238) por ordem do oficial Gordian, que podia acomodar 35 mil espectadores, ilustra a grandeza da Roma Imperial[carece de fontes?] e foi inscrito pela UNESCO, em 1979, na lista dos locais ou monumentos que são Património da Humanidade.
O coliseu tem um comprimento de 148 metros por 122 metros de largura, com uma altura de cerca de 35 metros. Parte da sua muralha desapareceu em 1695, para pôr a descoberto os lugares de abrigo dos dissidentes contra os otomanos. As pedras usadas para construir o coliseu foram transportadas de Salakta, a 30 quilómetros. Em 238 a construção do coliseu parou devido à morte de Gordian.[carece de fontes?]